# Pozières
Pozières és un municipi francès situat al departament del Somme i a la regió dels Alts de França. L'any 2007 tenia 236 habitants.

## Demografia

### Població
El 2007 la població de fet de Pozières era de 236 persones. Hi havia 88 famílies de les quals 16 eren unipersonals (4 homes vivint sols i 12 dones vivint soles), 36 parelles sense fills, 28 parelles amb fills i 8 famílies monoparentals amb fills.
La població ha evolucionat segons el següent gràfic:
Habitants censats

### Habitatges

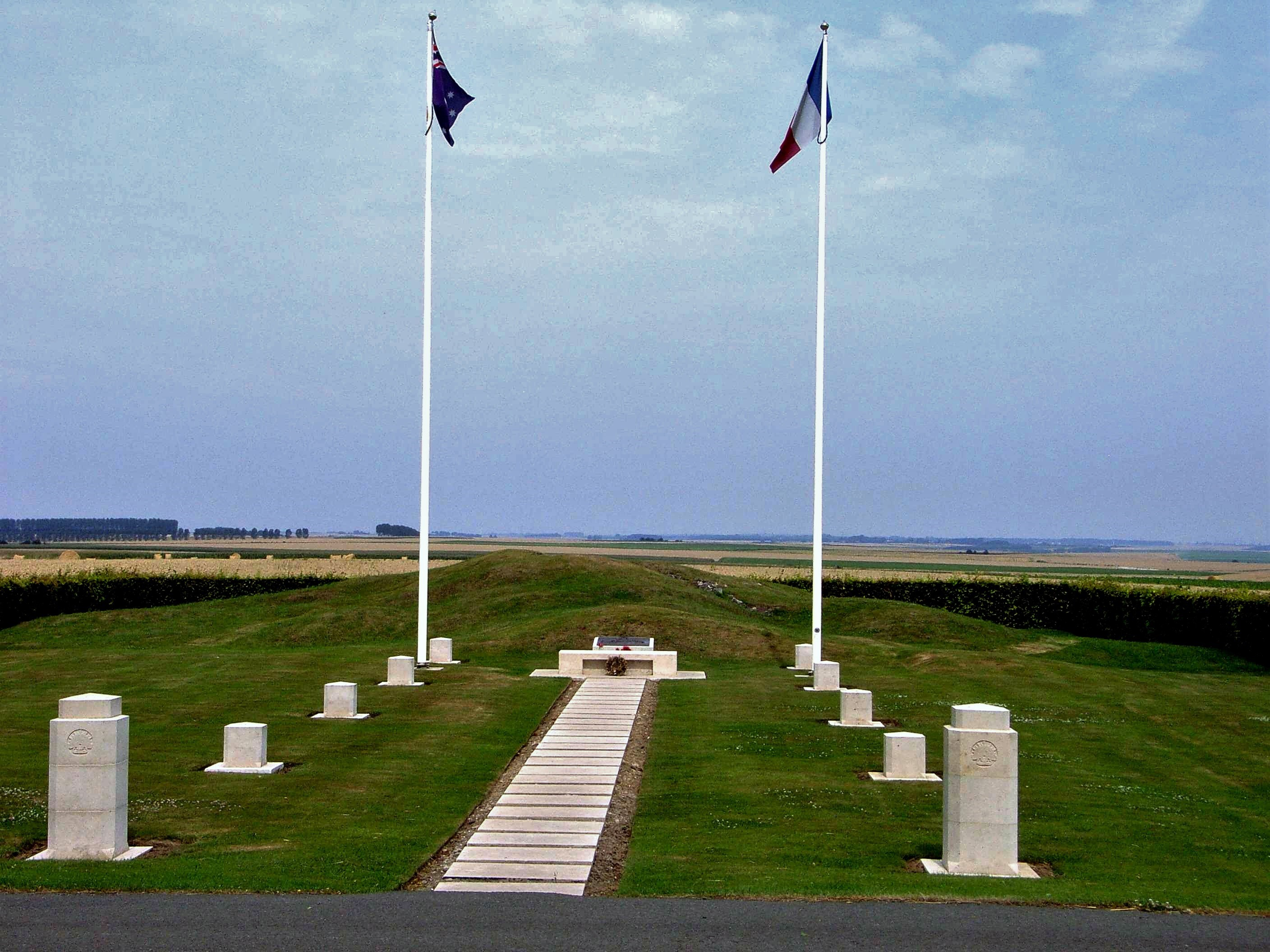

El 2007 hi havia 108 habitatges, 95 eren l'habitatge principal de la família, 6 eren segones residències i 7 estaven desocupats. 105 eren cases i 1 era un apartament. Dels 95 habitatges principals, 85 estaven ocupats pels seus propietaris, 8 estaven llogats i ocupats pels llogaters i 2 estaven cedits a títol gratuït; 1 tenia una cambra, 3 en tenien dues, 10 en tenien tres, 24 en tenien quatre i 57 en tenien cinc o més. 85 habitatges disposaven pel capbaix d'una plaça de pàrquing. A 36 habitatges hi havia un automòbil i a 46 n'hi havia dos o més.

### Piràmide de població

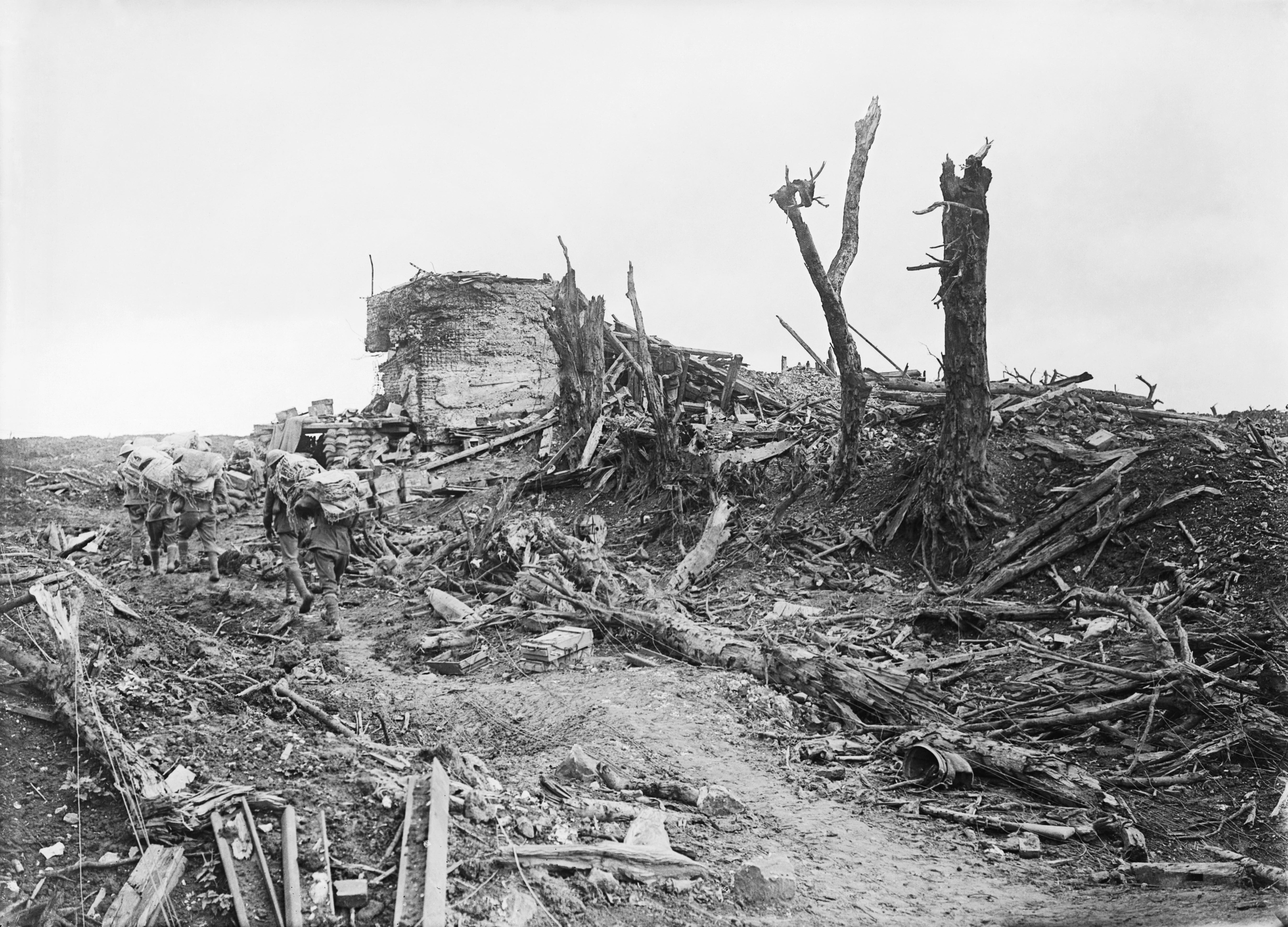
Bunker Gibraltar a Pizières

La piràmide de població per edats i sexe el 2009 era:

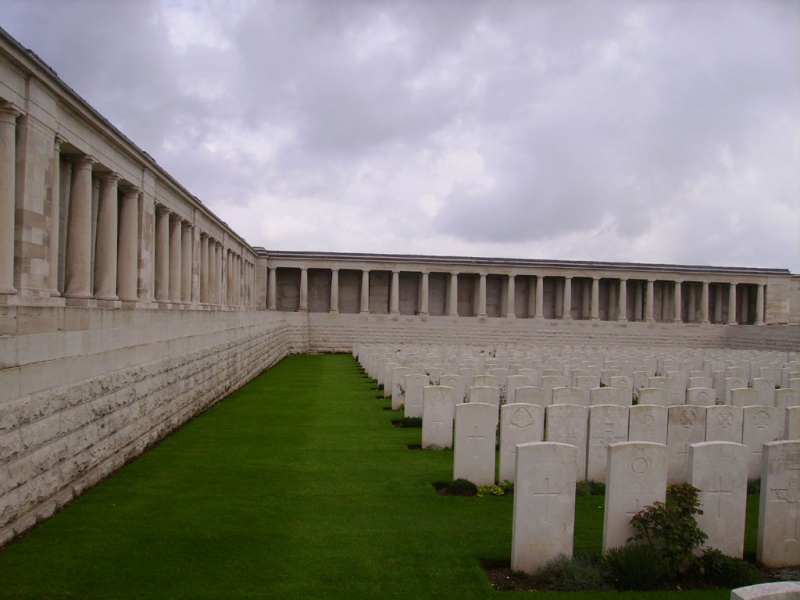
Memorial de Pozières

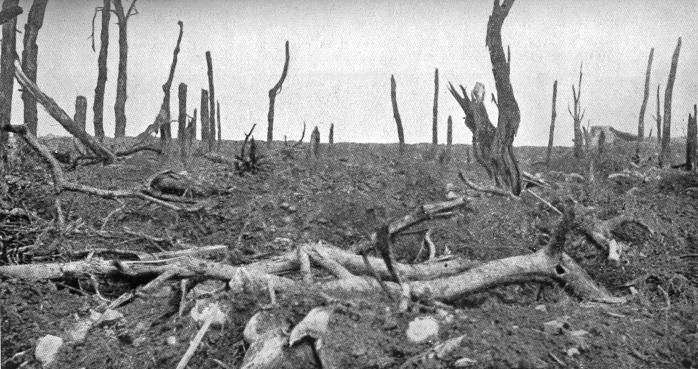
Pozières, vista al nord

| Homes | Edats   | Dones |
| ----- | ------- | ----- |
| 0     | 95 o +  | 0     |
| 8     | 90 a 94 | 0     |
| 0     | 85 a 89 | 0     |
| 4     | 80 a 84 | 0     |
| 0     | 75 a 79 | 8     |
| 8     | 70 a 74 | 4     |
| 8     | 65 a 69 | 12    |
| 8     | 60 a 64 | 8     |
| 8     | 55 a 59 | 4     |
| 4     | 50 a 54 | 8     |
| 12    | 45 a 49 | 8     |
| 8     | 40 a 44 | 0     |
| 12    | 35 a 39 | 8     |
| 0     | 30 a 34 | 12    |
| 8     | 25 a 29 | 8     |
| 4     | 20 a 24 | 4     |
| 8     | 15 a 19 | 0     |
| 12    | 10 a 14 | 8     |
| 8     | 5 a 9   | 4     |
| 8     | 0 a 4   | 4     |

## Economia

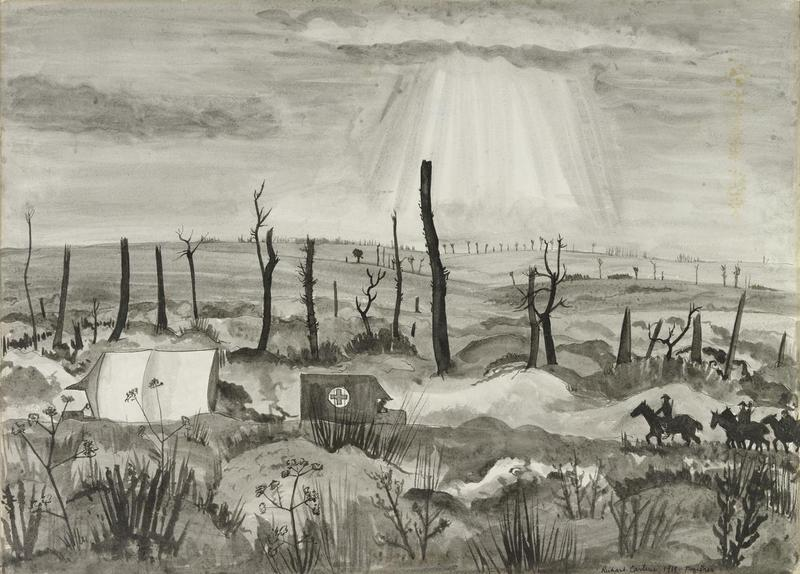
Vila de Pozières

El 2007 la població en edat de treballar era de 155 persones, 107 eren actives i 48 eren inactives. De les 107 persones actives 97 estaven ocupades (54 homes i 43 dones) i 10 estaven aturades (4 homes i 6 dones). De les 48 persones inactives 16 estaven jubilades, 11 estaven estudiant i 21 estaven classificades com a «altres inactius».

### Ingressos
El 2009 a Pozières hi havia 106 unitats fiscals que integraven 263 persones, la mediana anual d'ingressos fiscals per persona era de 18.999 €.

### Activitats econòmiques
Dels 5 establiments que hi havia el 2007, 1 era d'una empresa de fabricació d'altres productes industrials, 1 d'una empresa de construcció, 1 d'una empresa de comerç i reparació d'automòbils i 2 d'empreses d'hostatgeria i restauració.
L'únic servei als particulars que hi havia el 2009 era un taller de reparació d'automòbils i de material agrícola.
L'any 2000 a Pozières hi havia 7 explotacions agrícoles.

## Equipaments sanitaris i escolars

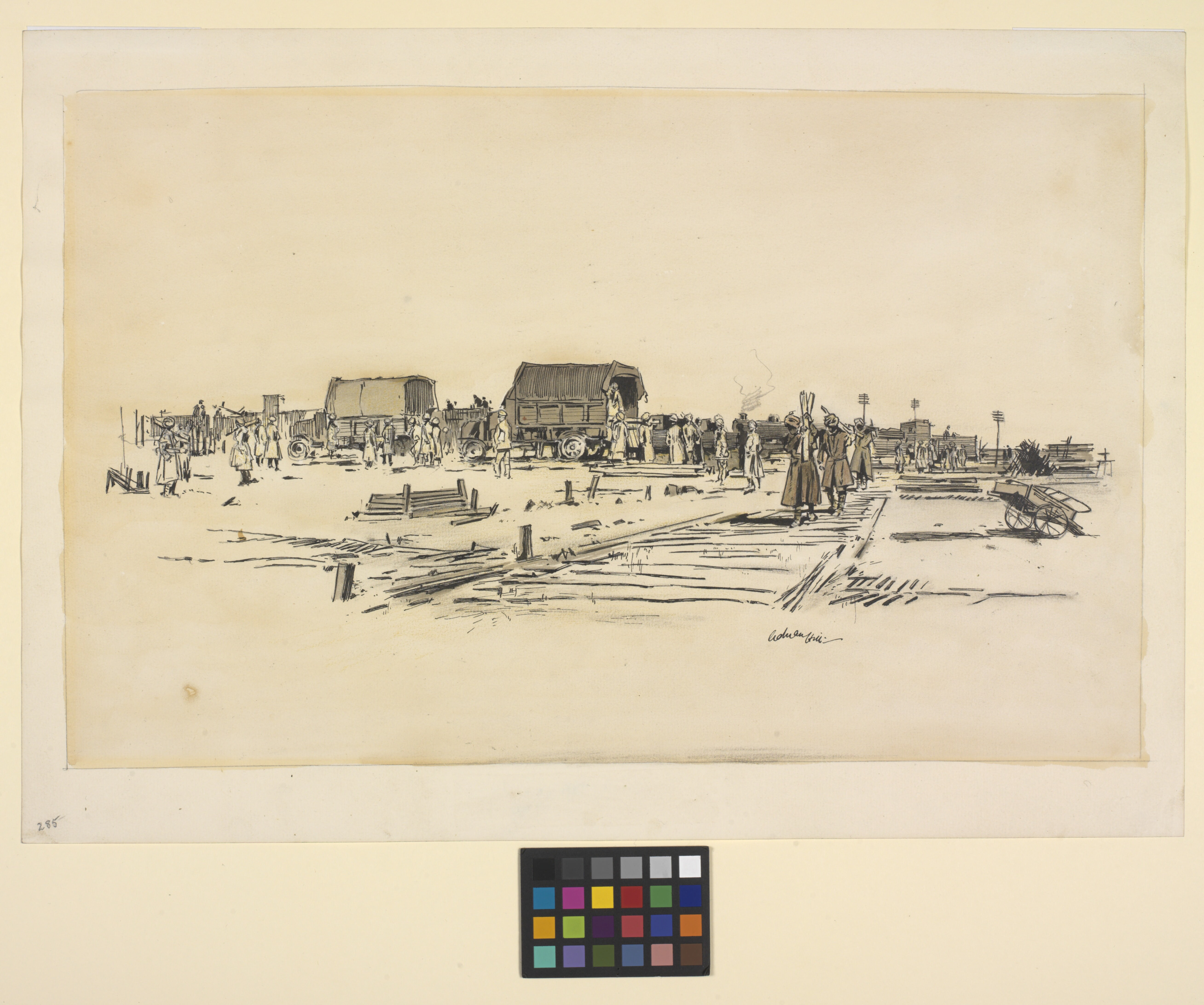
Indis a Pozières

El 2009 hi havia una escola elemental integrada dins d'un grup escolar amb les comunes properes formant una escola dispersa.

## Poblacions més properes
El següent diagrama mostra les poblacions més properes.